# العلاقات السودانية الفلسطينية
العلاقات الفلسطينية السودانية هي العلاقات السياسية والاقتصادية التي تربط بين دولة فلسطين ودولة السودان. تمتلك دولة فلسطين سفارة لها في العاصمة السودانية الخرطوم. لكنه لا يوجد للسودان مكتب تمثيل أو سفارة في فلسطين. يشكل البلدين جزءً من منطقة الشرق الأوسط كما أنهما يتشاركان معا روابط ثقافية قوية ومتشابهة. كما أن السودان من البلدان الإسلامية التي تدعم استقلال فلسطين. يُقيم العديد من الفلسطينيين في السودان بغرض الدراسة والعمل فيها.

## التاريخ

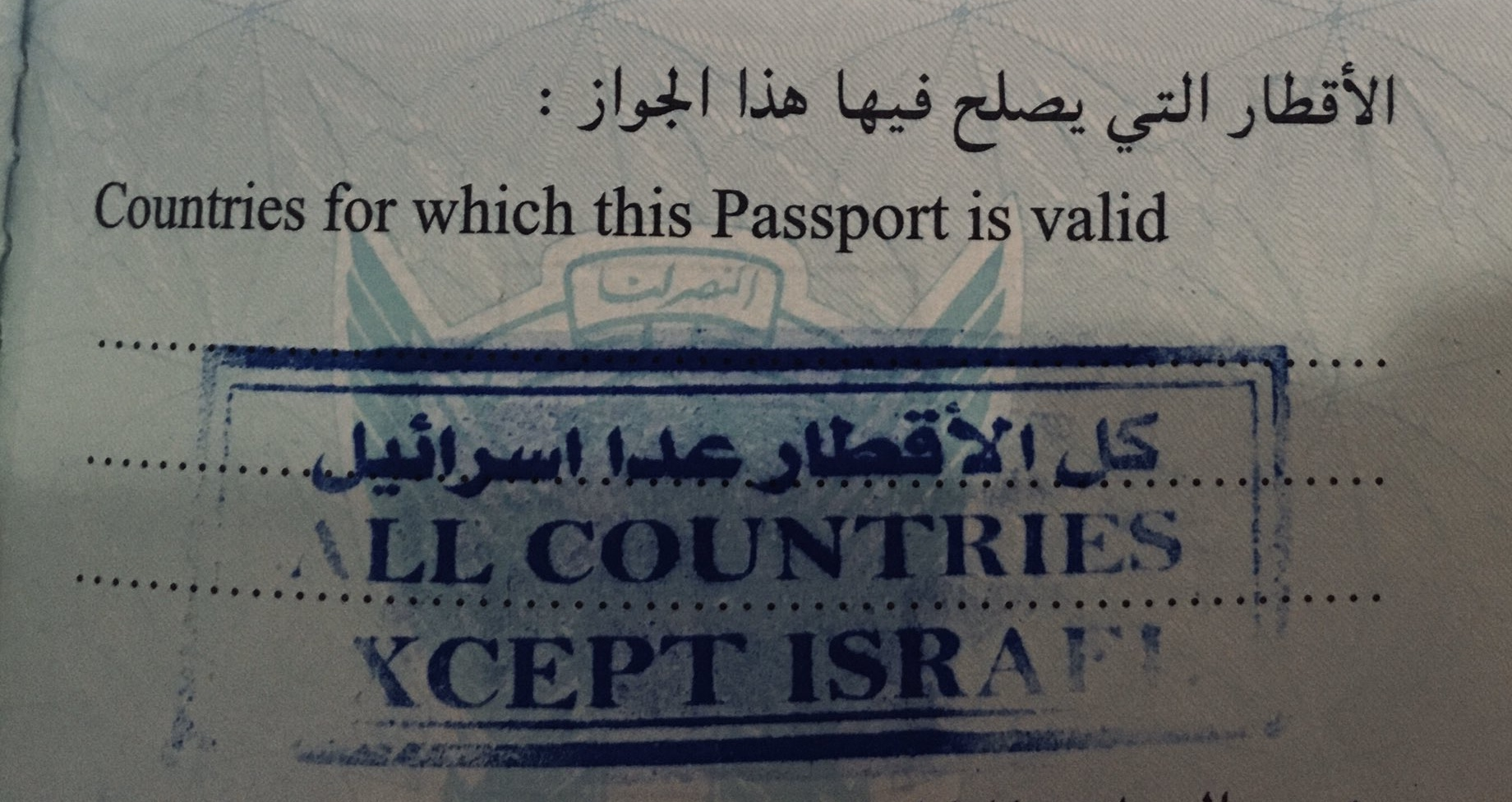
جواز السفر السوداني قبل مايو 2009

بين 29 أغسطس و1 سبتمبر 1967، عُقدت القمة العربية الرابعة في العاصمة الخرطوم والتي عُرفت بقمة اللاءات الثلاث.
بدأت العلاقات الدبلوماسية بين منظمة التحرير الفلسطينية وجمهورية السودان عام 1969 عندما افتتحت المنظمة مكتبًا لها في العاصمة السودانية. بعد إعلان استقلال فلسطين وإنشاء دولة فلسطين في 15 نوفمبر 1988، رفعت السودان مستوى التمثيل الدبلوماسي لفلسطين إلى سفارة لها الحصانات والامتيازات كافة.
احتوى جواز السفر السوداني حتى عام 2009 على عبارة (مسموح له بزيارة كل الأقطار عدا إسرائيل).
في 4 سبتمبر 2016، قدم الصادق الفقيه أوراق اعتماده سفيرًا مفوضًا فوق العادة غير مقيم للسودان لدى دولة فلسطين.
في 21 يناير 2017، وقعت اللجنة الوزارية العُليا المُشتركة بين حكومتي دولة فلسطين والسودان 18 مذكرة تفاهم في مجالات التعاون التجاري، والأمني، والدولي، والصحي، والعدلي، والقضائي، والسياحي، والمصرفي، ومجالات التوثيق، والثقافة، والتخطيط، والإعلام، والإرشاد والأوقاف، وتأشيرات السفر والرعاية والضمان الاجتماعي.
في 1 مارس 2023، تسلّم الرئيس الفلسطيني محمود عباس في مقر السفارة الفلسطينية بالأردن أوراق اعتماد حسن صالح حسن سوار الذهب سفيرًا غير مقيم لجمهورية السودان لدى دولة فلسطين.

### اشتباكات السودان 2023
بدأت الاشتباكات بين قوات الدعم السريع والجيش السوداني في 15 أبريل 2023. لاحقًا أعلنت وزارة الخارجية والمغتربين الفلسطينية أن جاليتها بخير وتتابع أوضاعهم وترشدهم بتوجيهات للحفاظ على أمنهم وسلامتهم.
في 22 أبريل 2023، شكلت وزارة الخارجية خلية أزمة مركزية استعدادًا لحصر أعداد الرعايا والطلبة الفلسطينيين الذين يرغبون بمغادرة السودان بالتنسيق مع السودان ومصر والأردن، تضم اللجنة المخابرات العامة والاستخبارات العسكرية، ووزارة الداخلية، ومؤسسات ذات علاقة.
في 23 أبريل 2023، أبدت السعودية استعدادها للمساعدة في إجلاء الرعايا الفلسطينيين عبر ميناء بورتسودان السوداني إلى ميناء جدة.
في 24 أبريل 2023، أعلنت الخارجية الفلسطينية عن بدء تحرك قوافل إجلاء الرعايا الفلسطينيين، الأولى تضم 85 فلسطينيًا إلى ميناء بورتسودان، والأخرى تضم 259 فلسطينيًا إلى الحدود السودانية المصرية. كما ذكرت الوزارة أن ظروف قاهرة خارجة عن الإرادة أخرت انطلاق حافلات إلى الحدود السودانية المصرية كانت تضم 123 فلسطينيًا من الطلبة والأسر، وأنها وفرت مكانًا آمانًا للطلبة لحين توفر الحافلات.
في 30 أبريل 2023، ذكرت الخارجية أن قرابة 500 فلسطينيًا قد أُجلي من السودان.
في 1 مايو 2023، أعلنت الخارجية انتهاء عملية إجلاء الجالية الفلسطينية من السودان. وأعرب وزير الخارجية رياض المالكي عن شكره لمصر والسعودية والأردن لما قدموه.
في 6 يونيو 2023، أدانت وزارة الخارجية الفلسطينية الاقتحامات المتكررة لمجموعات مسلحة لمقر سفارتها ومقر إقامة سفيرها في الخرطوم، إضافةً إلى أعمال التكسير والتخريب التي رافقت الاقتحام وضرب الموظفين المحليين ومن تواجد من طاقم السفارة، وسرقة أموال تخص موازنة السفارة واحتياجاتها.